# Острів Сміт (Південні Шетландські острови)

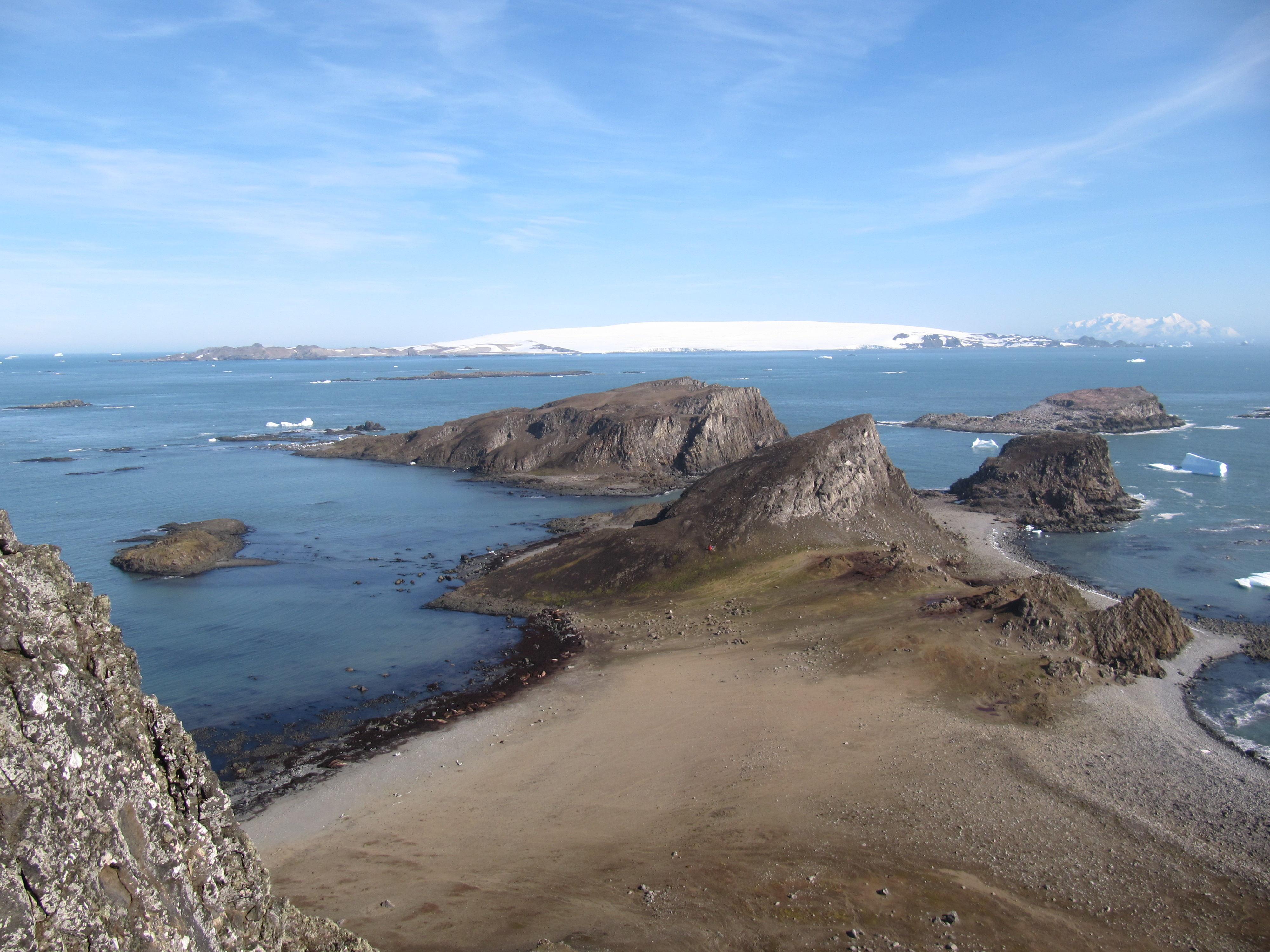
Острів Сміта на горизонті праворуч, видно з Люцифера Крегса на півострові Байєрс, Лівінгстон, з мису Девілз і Пекельні ворота та протокою Мортона та островом Сніг на задньому плані

Острів Сміт — острів, архіпелагу Південних Шетландських островів.

## Географічне розташування
Острів Сміт знаходиться приблизно за 25 км на північний захід від острова Лоу і за 35 км на північний захід від острова Сноу, від якого відділений протокою Бойда. Розміри острова приблизно 32 км в довжину і 8 км в ширину (18х5 миль). Площа острова — 148,0 км². Постає у вигляді гірського хребта Імеон. Найвища точка хребта — вершина Фостер (висота 2105 м) — водночас є найвищою точкою всього архіпелагу. На другому місці по висоті — гора Пісга (1 860 м).

## Історія
В 1819 році британська експедиція на судні «Вільямс» під командуванням капітана Вільяма Сміта відкрила Південні Шетландські острови і в жовтні вперше висадилась на остров Кінг Джордж.
Тоді ж був відкритий і Острів Сміта, пізніше названий на честь першовідкривача. У лютому 1821 на острів повторно натрапила Перша експедиція Флоту російської імперії до Південного полюса, і нанесла його на свої карти, зокрема, південне узбережжя. Капітан експедиції Ф. Фон Беллінсгаузен, не знаючи про відкриття В. Сміта, назвав острів на честь перемоги російсько-імперської армії у битві під Бородіно у так званій Вітчизняній війні 1812 року — «Бородіно». (Сучасні погляди на ті події під Бородіно не є однозначними.) Першу задокументовану висадку на острів, на мис Джеймс, здійснив у 1820 Джеймс Уедделл. Друга відбулась 1 лютого 1821 року.

## Дослідження острова
На острові немає дослідних станцій. Острів Сміт рідко відвідують вчені і альпіністи. Перша детальна топографічна карта острова була створена у 2009 році Болгарською комісією з антарктичних найменувань разом із Військово-географічною службою болгарської армії.
На вершину хребта Імеон була невдала спроба сходження. У 1977 році на шляху до острова зазнало аварії судно «En Avant», на борту якого перебували члени експедиції. Наступна безуспішна спроба підйому на Фостер була зроблена в 1990—1991 роках Британською експедицією. Влітку 1994 року одній із груп вдалося піднятися на вершину Кетрін-Джейн (1 720 м). Перше успішне сходження на Фостер було здійснено 29 січня 1996 року.

## Карти
- Діаграма Південного Шетленда, включаючи острів Коронації, & c. [Архівовано 28 вересня 2013 у Wayback Machine.] від розвідки пластів Голуб у 1821 та 1822 роках командиром Джорджа Пауелла того ж. Масштаб приблизно. 1: 200000. Лондон: Лорі, 1822 рік.
- Л. Л. Іванов. Антарктида: Острови Лівінгстон та Гринвіч, острови Роберт, Сніг та Сміт. Масштаб 1: 120000 топографічна карта. Троян: Фонд Манфреда Вернера, 2010. ISBN 978-954-92032-9-5 (Перше видання 2009 р.) ISBN 978-954-92032-6-4)
- Острови Південний Шетланд: Сміт і Низькі острови. [Архівовано 24 березня 2012 у Wayback Machine.] Масштаб 1: 150000 топографічна карта № 13677. Британське опитування про Антарктику, 2009.
- Антарктична цифрова база даних (ADD). [Архівовано 5 березня 2017 у Wayback Machine.] Масштаб 1: 250000 топографічної карти Антарктиди. Науковий комітет з питань антарктичних досліджень (SCAR). З 1993 р. Регулярно оновлюється та обовлюється.
- Л. Л. Іванов. Антарктида: острів Лівінгстон та острів Сміт . Масштаб 1: 100000 топографічної карти. Фонд Манфреда Вернера, 2017. ISBN 978-619-90008-3-0

## Галерея

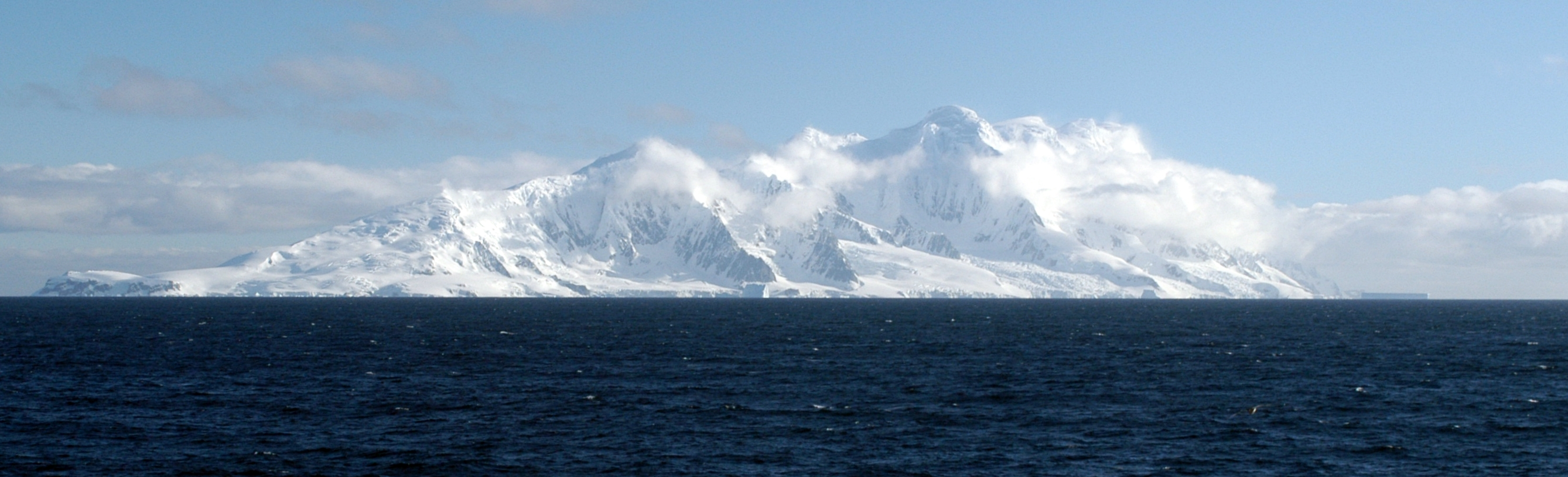
Південно-східна сторона острова Сміт від протоки Осмар